# 米納爾迪車隊
米纳尔迪车队（Minardi）是一支赛车车队，在1979年由詹卡洛·米纳尔迪创建。它参加了从1985年到2005年的F1比赛，虽然没有赢得一场比赛，却获得了很多忠实的车迷。2005年被卖给红牛并改称红牛二队。

## 历史

### F2(1980~1984)
1980~1984年米纳尔迪车队参加了欧洲F2赛事。

### F1(1985~2005)
1984年米纳尔迪车队决定在下一年进军F1。1985年该车队只有1名车手，皮耶路易吉·马蒂尼，一分未得。1986年车队扩充到2台赛车，1988年首次由马蒂尼获得积分，1990年美国大奖赛马蒂尼甚至在头排发车。马蒂尼还为车队获得了分站赛最好成绩—第4名，他几乎成了米纳尔迪的同义词。
20世纪90年代中期，由于小车队数量减少，米纳尔迪车队由一支中等车队下滑到下等，车队的部分股份也被卖出。
2001年，濒临倒闭的米纳尔迪车队被一名澳大利亚商人收购。此后五年依旧战绩不佳，最好成绩是2002年澳大利亚大奖赛上马克·韦伯获得的第5名。2005年美国大奖赛上由于7支车队罢赛，米纳尔迪的两名车手获得了第5名和第6名，同时也是最后两名。
尽管米纳尔迪成绩不佳，但培养了很多著名车手。两届世界冠军费尔南多·阿隆索2001年也曾在这里开始自己的F1生涯。

### 被红牛收购
2005年9月10日，红牛宣布将在11月取得对米纳尔迪车队的控制权，并将它作为自己的“新手队”(rookie team)。2006年正式改名为红牛二队。红牛二队在2008年取得了分站赛冠军。

## 请参见
- 红牛二队